# Galeries Norgate

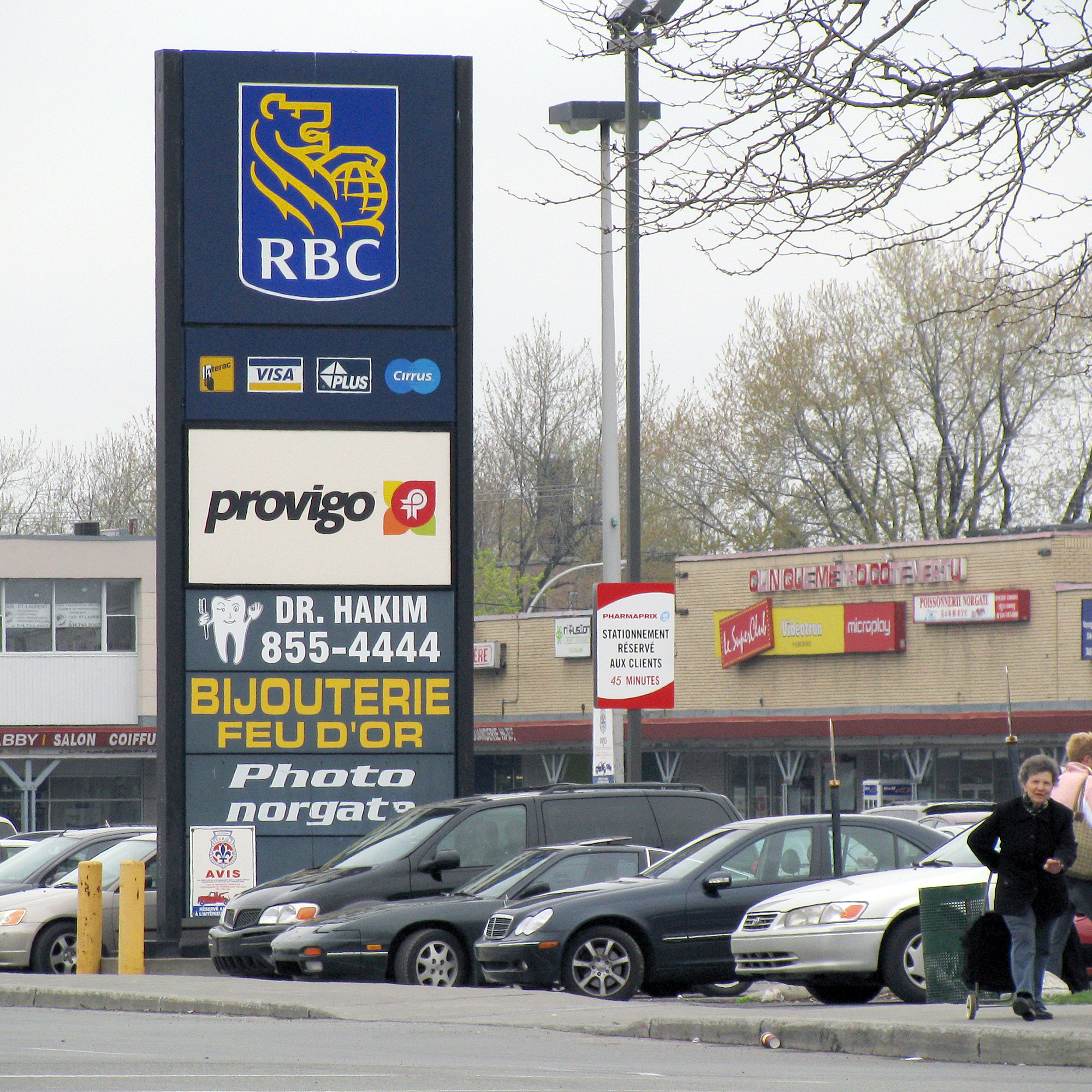
Les galeries Norgate vue depuis le coin sud-ouest de l'intersection des boulevards Décarie et Côte-Vertu

Les Galeries Norgate est le plus ancien centre commercial du Canada,. Inauguré le 5 décembre 1950, il est situé sur le Boulevard Décarie, au nord du boulevard de la Côte-Vertu, dans l'arrondissement Saint-Laurent, à Montréal. Ce centre commercial possède un plan en « L », ceinturant un grand parc de stationnement d'où l'on peut accéder aux magasins. Il voisine, à l'est, la station de métro Côte-Vertu.

## Histoire
Les Galeries Norgate ont été construites en 1949 par le promoteur immobilier Maxwell Cummings et l'architecte était Maxwell M. Kalman (en). Le financement provenait de la famille Lupovich de Montréal. Moe et Sam Lupovich était les propriétaires des textiles Ideal Dress, un chef de file à l'époque de l'industrie du vêtement au Canada. Le centre commercial était toujours propriété de la famille Lupovich en 2010.
Ce centre commercial est le premier à voir le jour à Montréal.

## Description
Les Galeries Norgate occupe le quadrilatère boulevard Décarie, boulevard de la Côte-Vertu, rue Saint-Gemain et rue Rochon. Il a une forme en L adossée aux rues Rochon et St-Germain, sur lesquelles se trouvent les entrées de service. Le devant du L, où se trouvent les vitrines des commerçants, fait face au boulevard Décarie et à un vaste stationnement. Une petite allée à la base des deux branches du L, permet d'accéder à la rue Rochon et comporte quelques boutiques. Il ne s'agit pas d'un centre à l'architecture exceptionnelle mais plutôt un bâtiment simple variant entre un et deux étages, selon les besoins des locataires.
De l'autre côté du boulevard Décarie se trouve la station de métro Côte-Vertu et le terminus des autobus de la STM, de la STL et de l'AMT ce qui fait de ce centre commercial un endroit très passant. Il est également situé près des CÉGEP de Vanier et Saint-Laurent, du centre hospitalier de longue durée de Saint-Laurent et du CLSC du même nom. Il a servi de point focal pour le développement de ce secteur de Montréal dans les années 1950 et 1960.

## Controverse
Une enquête de la CBC en 2022 révèle que les voitures sont constamment remorquées, à l'aide d'un guetteur sur place et d'une dépanneuse. Les propriétaires ont autorisé le remorquage immédiat pour toute personne qui magasine dans le centre commercial mais qui part faire une course à proximité, même si c'est pour quelques minutes.